# Balade pour un père oublié
 (mars 2025).
Motif : Absence de sources
- Archive Wikiwix
- Bing
- Cairn
- DuckDuckGo
- E. Universalis
- Gallica
- Google
- G. Books
- G. News
- G. Scholar
- Persée
- Qwant
- (zh) Baidu
- (ru) Yandex
- (wd) trouver des œuvres sur Wikidata

| 1. | Préciser le motif de la pose du bandeau. | Précisez le motif de la pose du bandeau en utilisant la syntaxe suivante : {{admissibilité à vérifier\|date=août 2025\|motif=remplacez ce texte par le motif}}                                  |
| 2. | Informer les utilisateurs concernés.     | Pensez à avertir le créateur de l'article, par exemple, en insérant le code ci-dessous sur sa page de discussion : {{subst:avertissement admissibilité à vérifier\|Balade pour un père oublié}} |

Balade pour un père oublié est un roman de l'écrivain français Jean Teulé paru en 1995.

## Résumé
Antoine va voir Agathe qu'il a fécondée neuf mois plus tôt. Il l'emmène à l'hôpital pour accoucher. Il enlève son bébé et fuit. Il retrouve Carla dans un parc et lui fait l'allaiter. Puis il va voir Denise, son ancienne prof de dessin ; Edelburge, prostituée à Bruxelles, sa première amante ; il demande à Fidji, au fond d'un verre d'alcool chinois, si elle le reconnaît ; Héloïse qu'il a connu à cinq ans ; Irène, radiologue, chez qui il avait fait ses premiers pas. Mais aucune ne se souvient de lui. Puis le jour de ses vingt ans, il va sur la tombe de sa mère, morte à sa naissance. Puis Kiki, la sage femme, cause de la mort de sa mère. Il appelle Agathe qui vient aussitôt  chercher son bébé. Il revoit sa fille à cinq ans mais elle l'a oublié. En partant, il a un accident mais Agathe lui dit qu'elle le reconnaît.

## Éditions
- Jean Teulé, Balade pour un père oublié, Paris, Julliard, 1995, 158 p. (ISBN 2-260-01009-1, BNF 35783874)
- Jean Teulé, Balade pour un père oublié, Paris, Pocket, coll. « Nouvelles voix », 2000, 242 p. (ISBN 2-266-09382-7, BNF 37216361)